# مردگان (مجموعه تلویزیونی)
مردگان (به ترکی استانبولی: Yaşamayanlar) یک مجموعه تلویزیونی محصول کشور ترکیه است. نقش‌های کلیدی این سریال را الچین سانگو و کرم بورسین بازی می‌کنند. این سریال شامل یک فصل ۸ قسمتی است و در تاریخ ۱۸ اوکتبر ۲۰۱۸ از سایت رسمی نت‌فلیکس به صورت یک فصل کامل پخش شد.

## خلاصه داستان
میا پس از تبدیل شدن به خون آشام و بیدار شدن تصمیم میگرد از کسی به اسم دیمیتری که اورا به خون آشام تبدیل کرده‌است انتقام بگیرد و اورا بکشد تا دوباره بتواند انسان شود اما در این راه بین عشق؛ نفرت و خوبی و بدی باید یکی را انتخاب کند.

## شخصیت‌ها
| بازیگر           | شخصیت      | توضیح    |
| ---------------- | ---------- | -------- |
| الچین سانگو      | میا        | نقش اصلی |
| کرم بورسین       | دیمیتری    | نقش اصلی |
| بیرکان سوکولو    | نومل/بوران | نقش اصلی |
| سلما ارگچ        | کارمن      | نقش اصلی |
| Efecan Şenolsun  | سرجان      | نقش اصلی |
| Elta eşcan       | عایشه      | نقش مکمل |
| نیلپری شاهینکایا | ملیسا      | نقش مکمل |
| تورکا توران      | زهرا       | نقش مکمل |
| یوسکل تپلی       | شیشمان     | نقش مکمل |